# Сардор Рахманов
Сардор Рахманов (узб. Sardor Rahmonov; нар. 9 липня 1994; Ташкент, Узбекистан) — узбекистанський футболіст, захисник АГМК.

## Кар'єра
Сардор Рахманов є вихованцем мубарекського «Машала». Свою професійну кар'єру він почав у 2012 році саме в цьому клубі. До цього грав у молодіжній команді «Машала». На початку 2013 року він перейшов в ташкентський «Локомотив» і виступав за цю команду півтора сезону. За цей час він зіграв лише в трьох матчах чемпіонату.
В середині 2014 року він перейшов в «Нефтчі» (Фергана). В 2011 і 2013 роках був членом юнацької і молодіжної збірної Узбекистану відповідно.
На початку 2016 року став гравцем «Бухари», але того ж року повернувся у «Нефтчі». 
Згодом з 2017 року грав за рідний «Машал», а 2019 року став гравцем АГМК.

## Виступи за збірні
Виступав за збірні Узбекистану різних вікових категорій. З командою до 20 років був учасником молодіжного чемпіонату світу 2013 року в Туреччині, дійшовши з командою до чвертьфіналу, а з командою до 23 років зіграв на молодіжному чемпіонаті Азії 2016 року в Катарі, де узбеки не вийшли з групи.

## Досягнення
- Срібний призер чемпіонату Узбекистану: 2013
- Фіналіст Кубка Узбекистану: 2019, 2020
- Фіналіст Суперкубка Узбекистану: 2014, 2019